# Temporada 1955-56 de los Rochester Royals
La temporada 1955-56 fue la octava de los Rochester Royals en la NBA. La temporada regular acabó con 31 victorias y 41 derrotas, ocupando el cuarto puesto de la División Oeste, no logrando clasificarse para los playoffs.

## Elecciones en elDraft
| Ronda | Puesto | Jugador        | Posición  | Nacionalidad   | Universidad      |
| ----- | ------ | -------------- | --------- | -------------- | ---------------- |
| 1     | 2      | Maurice Stokes | Ala-Pívot | Estados Unidos | St. Francis (PA) |
| 2     | 8      | Jack Twyman    | Escolta   | Estados Unidos | Cincinnati       |
| 3     | 16     | Ed Fleming     | Escolta   | Estados Unidos | Niagara          |
| -     | -      | Bob Armstrong  | Ala-Pívot | Estados Unidos | Michigan State   |

## Temporada regular
| División Oeste       | División Oeste | División Oeste | División Oeste | División Oeste | División Oeste | División Oeste | División Oeste | División Oeste |
| Equipo               | G              | P              | %              | PD             | Casa           | Fuera          | Neutral        | Div            |
| -------------------- | -------------- | -------------- | -------------- | -------------- | -------------- | -------------- | -------------- | -------------- |
| x-Fort Wayne Pistons | 37             | 35             | .514           | -              | 19-7           | 10-17          | 8-11           | 19-17          |
| x-Minneapolis Lakers | 33             | 39             | .458           | 4              | 14-12          | 6-21           | 13-6           | 19-17          |
| x-St. Louis Hawks    | 33             | 39             | .458           | 4              | 15-11          | 11-17          | 7-11           | 18-18          |
| Rochester Royals     | 31             | 41             | .431           | 6              | 15-14          | 6-21           | 10-6           | 16-20          |

## Estadísticas
| Rk | Jugador        | Edad | P  | PT | MP   | TC  | TCI  | %TC  | 3P | 3PI | %3P | TL  | TLI | %TL   | RO | RD | RT   | AS  | RB | TAP | BP | FP  | PTS  |
| 1  | Maurice Stokes | 22   | 67 |    | 34.7 | 6.0 | 17.0 | .354 |    |     |     | 4.8 | 6.7 | .714  |    |    | 16.3 | 4.9 |    |     |    | 4.1 | 16.8 |
| 2  | Jack Twyman    | 21   | 72 |    | 30.4 | 5.8 | 13.7 | .422 |    |     |     | 2.8 | 4.1 | .685  |    |    | 6.5  | 2.4 |    |     |    | 3.3 | 14.4 |
| 3  | Jack Coleman   | 31   | 34 |    | 40.3 | 5.7 | 13.9 | .412 |    |     |     | 2.6 | 3.7 | .712  |    |    | 10.1 | 4.3 |    |     |    | 3.6 | 14.1 |
| 4  | Ed Fleming     | 22   | 71 |    | 28.6 | 4.3 | 11.6 | .371 |    |     |     | 3.9 | 5.2 | .745  |    |    | 6.9  | 2.8 |    |     |    | 2.5 | 12.5 |
| 5  | Bobby Wanzer   | 34   | 72 |    | 27.5 | 3.4 | 9.0  | .376 |    |     |     | 3.6 | 5.0 | .719  |    |    | 3.8  | 3.1 |    |     |    | 2.1 | 10.4 |
| 6  | Dick Ricketts  | 22   | 39 |    | 29.9 | 3.6 | 11.6 | .313 |    |     |     | 2.1 | 3.0 | .709  |    |    | 7.5  | 3.2 |    |     |    | 4.4 | 9.4  |
| 7  | Art Spoelstra  | 23   | 72 |    | 22.8 | 3.1 | 8.0  | .392 |    |     |     | 2.3 | 3.3 | .685  |    |    | 6.1  | 1.3 |    |     |    | 3.4 | 8.5  |
| 8  | Richie Regan   | 25   | 72 |    | 24.3 | 3.3 | 9.5  | .352 |    |     |     | 1.2 | 1.8 | .639  |    |    | 2.4  | 3.1 |    |     |    | 2.5 | 7.8  |
| 9  | Jack McMahon   | 27   | 34 |    | 25.2 | 2.9 | 9.0  | .326 |    |     |     | 1.6 | 2.6 | .611  |    |    | 2.5  | 3.4 |    |     |    | 2.5 | 7.5  |
| 10 | Monk Meineke   | 25   | 69 |    | 18.1 | 2.2 | 6.0  | .372 |    |     |     | 2.6 | 3.4 | .780  |    |    | 4.6  | 1.5 |    |     |    | 2.8 | 7.1  |
| 11 | Connie Simmons | 30   | 68 |    | 13.3 | 2.1 | 6.3  | .336 |    |     |     | 1.1 | 1.9 | .605  |    |    | 3.5  | 1.2 |    |     |    | 2.1 | 5.4  |
| 12 | Chris Harris   | 22   | 26 |    | 9.7  | 0.8 | 3.4  | .247 |    |     |     | 0.6 | 1.0 | .593  |    |    | 1.0  | 1.0 |    |     |    | 1.0 | 2.3  |
| 13 | Red Davis      | 23   | 3  |    | 5.3  | 0.0 | 2.0  | .000 |    |     |     | 0.7 | 0.7 | 1.000 |    |    | 1.3  | 0.3 |    |     |    | 0.7 | 0.7  |

## Galardones y récords
| Jugador        | Galardón                                             |
| Maurice Stokes | Rookie del Año de la NBA 2º Mejor quinteto de la NBA |